# Карелино (Свердловская область)
Карелино — посёлок в Верхотурском городском округе Свердловской области, Россия. Центр Карелинской сельской администрации.

## Географическое положение
Карелино Карелино муниципального образования «Верхотурский городской округ» расположен в 30 километрах (по автотрассе в 56 километрах) к юго-западу от города Верхотурье, на правом берегу реки Шайтанка (правый приток реки Тура). В посёлке имеется железнодорожная станция Карелино Свердловской железной дороги.

## История посёлка
Посёлок был основан в 1906 году при одноимённой железнодорожной станции на линии Гороблагодатская — Серов Богословской железной дороги. Назван по имени погибшей старинной деревни Карелина, которая находилась на правом берегу реки Тура, в 11 километрах к северо-западу, которая была основана в XVII веке верхотурским стрельцом Ивашкой Карелиным.

## Инфраструктура, промышленность и транспорт
В посёлке Карелино работают сельский клуб, фельдшерско-акушерский пункт. В посёлке нет промышленных предприятий, часть населения трудоустроена в Верхотурье и других ближайших городах, часть работает на железной дороге и ведут сельское хозяйство. До посёлка можно добраться по железной дороге на электричке до одноимённой станции.

## Население
| 2002 | 2010 | 2021 |
| ---- | ---- | ---- |
| 320  | ↘174 | ↘88  |